# Novi (Michigan)
Novi è una città degli Stati Uniti d'America, nella contea di Oakland, nello stato federato del Michigan. Dista circa 13 km da Detroit.

## Storia
Novi fu fondata come civil township nel 1832, dopo la separazione da Farmington (altra città della contea di Oakland) e il nome fu deciso da uno dei residenti.
La città ha ottenuto lo status attuale nel 1969, dopo diversi tentativi fallimentari.

## Geografia fisica

### Territorio
Novi è situata sulle sponde del lago Walled, e occupa 2,64 km² della superficie totale (81,01 km²).